# Erik Lallerstedt (arkitekt)
För andra betydelser, se Erik Lallerstedt.
Erik Julius Lallerstedt, född 19 april 1864 i Skå församling, död 2 februari 1955 i Stockholm, var en svensk arkitekt i nationalromantikens och klassicismens tecken samt professor. Lallerstedt lämnade ett avtryck inom Stockholms arkitektur genom flera betydande byggnader. Bland de mest framstående projekten han var inblandad i kan nämnas Sankt Matteus kyrka, Sankt Peters kyrka och olika byggnader för Kungliga Tekniska Högskolan.

## Uppväxt
Erik Lallerstedt föddes 1864 på godset Skå-Edeby på Svartsjölandet. Han tillhörde släkten Lallerstedt och var son till Erik Ernst Lallerstedt och Hedvig Carolina Natalia Theresia, född Werner. Lallerstedt studerade mellan 1882 och 1889 på Kungliga Tekniska högskolan och på Konstakademien i Stockholm.

## Karriär
Lallerstedt drev åren 1890–1944 egen arkitektverksamhet i huvudstaden, men var från 1893 även tjänstgörande arkitekt utom stat vid Överintendentsämbetet.
Ett av hans tidiga verk var Peterskyrkan i Stockholm (1900–1901). Han blev snart känd för sin monumentala tegelarkitektur, till en början i jugendstil och svensk nationalromantik. Ett exempel på det är Trygghuset i Stockholm (1906). Byggnaderna för Kungliga Tekniska högskolan (KTH) (1911–1940) har en mera nyklassicistisk inriktning och räknas som en av hans främsta arkitektoniska insatser. Mellan 1907 och 1929 var han även professor på KTH.
Försäkringsbolaget Thule gav honom och Ture Ryberg i uppdrag att rita bolagets praktfulla hus vid Kungsträdgårdsgatan i Stockholm, känt för sin solida och Pstilrena klassicism. Erik Lallerstedt ritade ett stort antal byggnader för Postverket runt om i Sverige, till exempel posthuset och riksbankskontoret vid Stora torg i Kristianstad (1916–1917), posthuset i Åsele (1926), posthuset i Kristinehamn (1927), posthuset i Umeå (1928) och Postgirots byggnad i Stockholm (1938). Tillsammans med David Helldén och Sigurd Lewerentz ritade han Malmö Stadsteaters byggnad i Malmö, numera Malmö Opera (1944).
Lallerstedt var ledamot i Svenska teknologföreningen (STF). Mellan 1919 och 1921 var han ledamot av Stockholms skönhetsråd.

## Familj
Lallerstedt förlovade sig med Elin Eriksson 1907. Han var far till arkitekten Lars-Erik Lallerstedt samt farfar till sin namne Erik Lallerstedt, krögare; och formgivaren Lars Lallerstedt.

## Arbeten i urval
- Konstakademiens hus, Stockholm, 1893–1896 (om och tillbyggnad)
- Hemse kyrka, Gotland, 1896 (renovering)
- Bromska palatset, Stockholm, 1898–1900 (med Ludwig Peterson)
- Kungsholms församlingshus, 1899–1902
- Stockholm–Västerås–Bergslagens Järnvägar, stationshus och banvaktsstugor
- Vansbro järnvägsstationshus i Vansbro, 1899
- Peterskyrkan (Sankt Peters kyrka), Upplandsgatan 12, Stockholm, 1901
- Härnösands enskilda bank, (senare Wermlandsbanken), Kungsträdgårdsgatan 16, Stockholm, 1901 (med Ture Stenberg)
- S:t Matteus kyrka, Dalagatan 80-82, Stockholm, 1901–1903
- Waxholms Hotell, Vaxholm, 1903
- Trygghuset, Birger Jarlsgatan 32, Stockholm, 1907–1910
- Bostadshus, Baldersgatan 4, Stockholm (Lärkstaden), 1909–1910
- Kungliga Tekniska högskolan, Stockholm, 1914–1917 + senare tillbyggnad
- Thulehuset, Kungsträdgårdsgatan 14, Stockholm, 1915–1917 (med Ture Ryberg)
- Studentpalatset, Norrtullsgatan 2-6, Stockholm, 1925–1926
- Posthuset Odengatan/Dalagatan, Stockholm, 1928–1929
- Postgirot (byggnad), Klara norra kyrkogatan 12-16, Stockholm, 1930–1938
- Riksbankshuset, Norrköping, 1931-1932
- Östra station, Roslagsbanan, Stockholm, 1932 (med Albin Stark)
- Posthuset Fridhemsgatan, Fridhemsgatan 7-11 på Kungsholmen, Stockholm, 1938
- Malmö stadsteater (numera Malmö Opera), Malmö, 1944 (med David Helldén och Sigurd Lewerentz)

## Bildgalleri

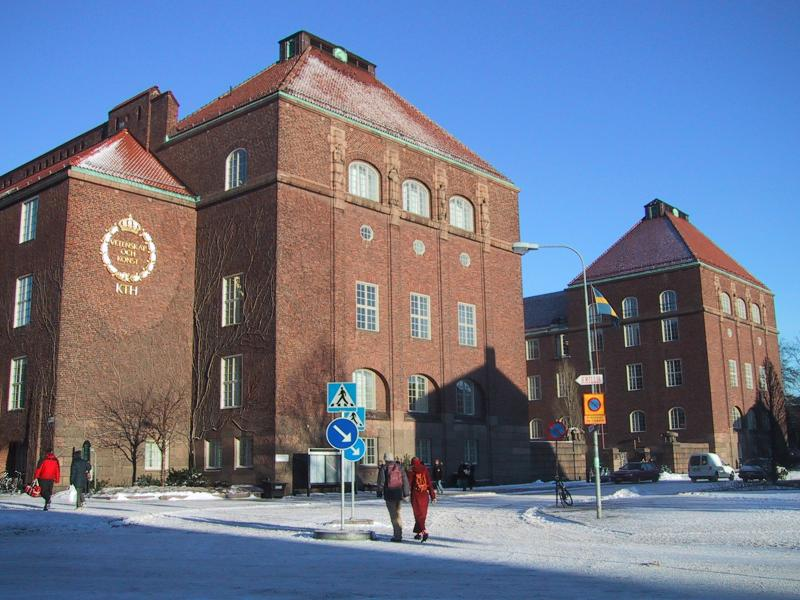
Kungliga Tekniska högskolan.
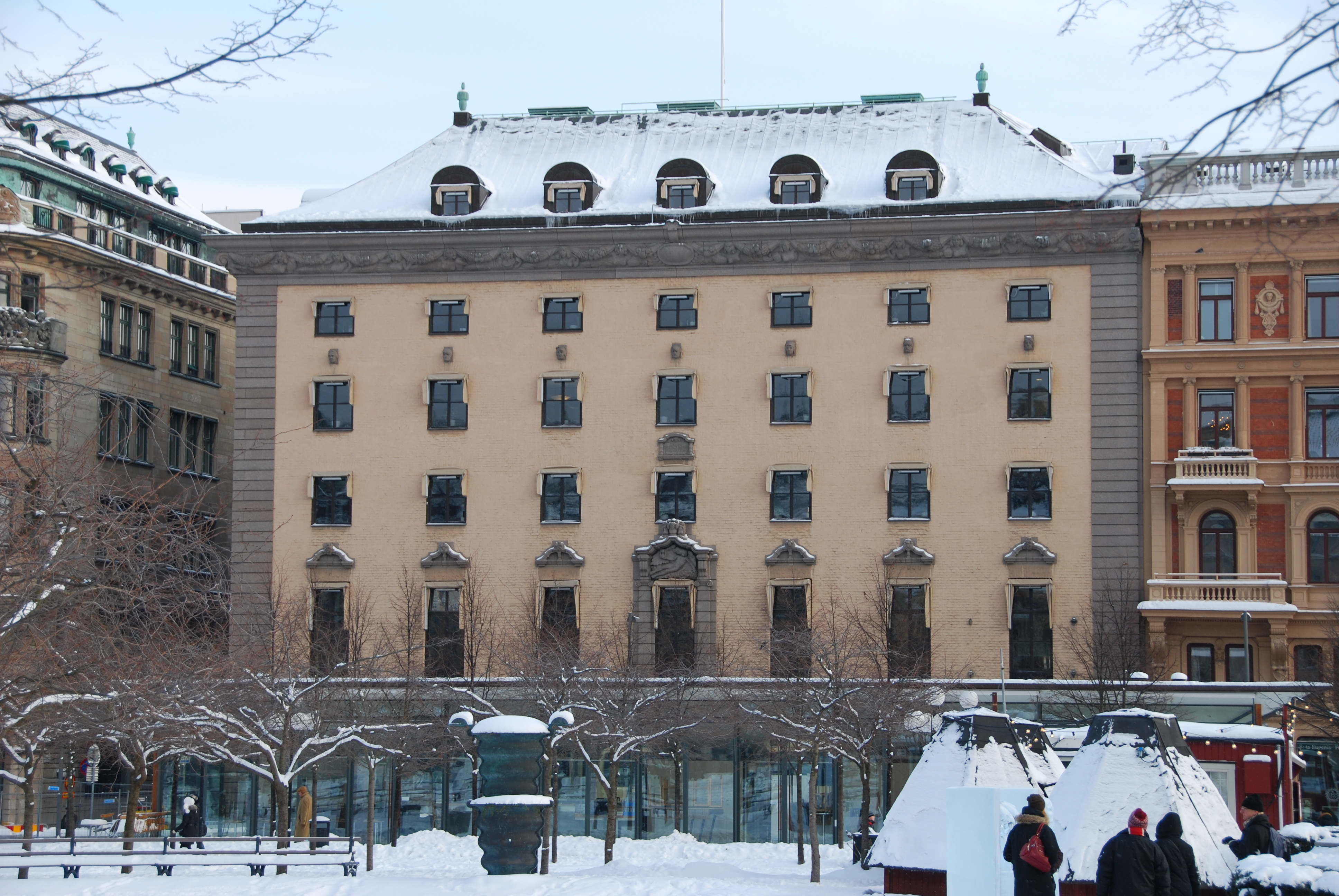
Thulehuset, Kungsträdgårdsgatan.
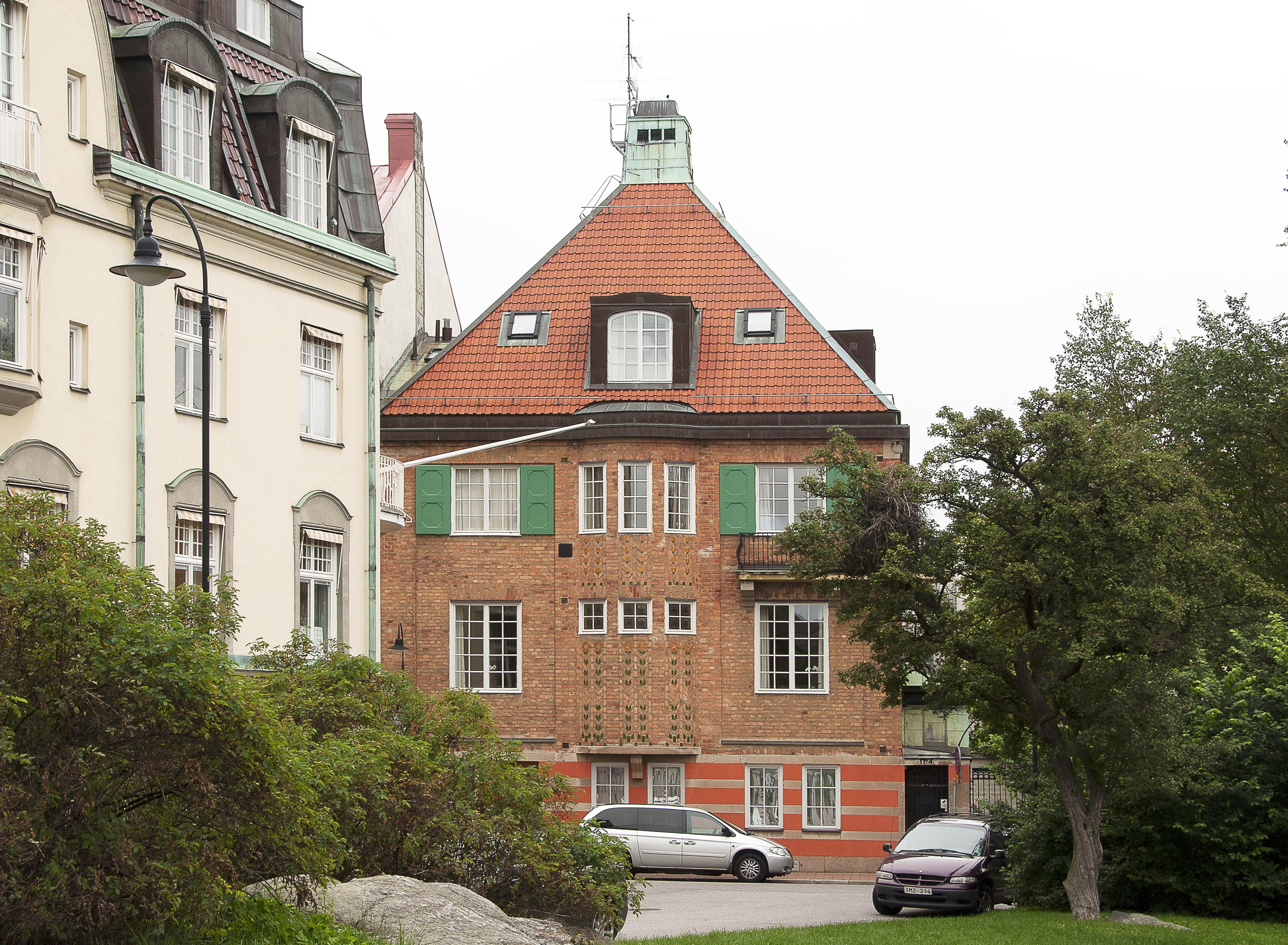
Baldersgatan 4 i Lärkstaden, Stockholm.
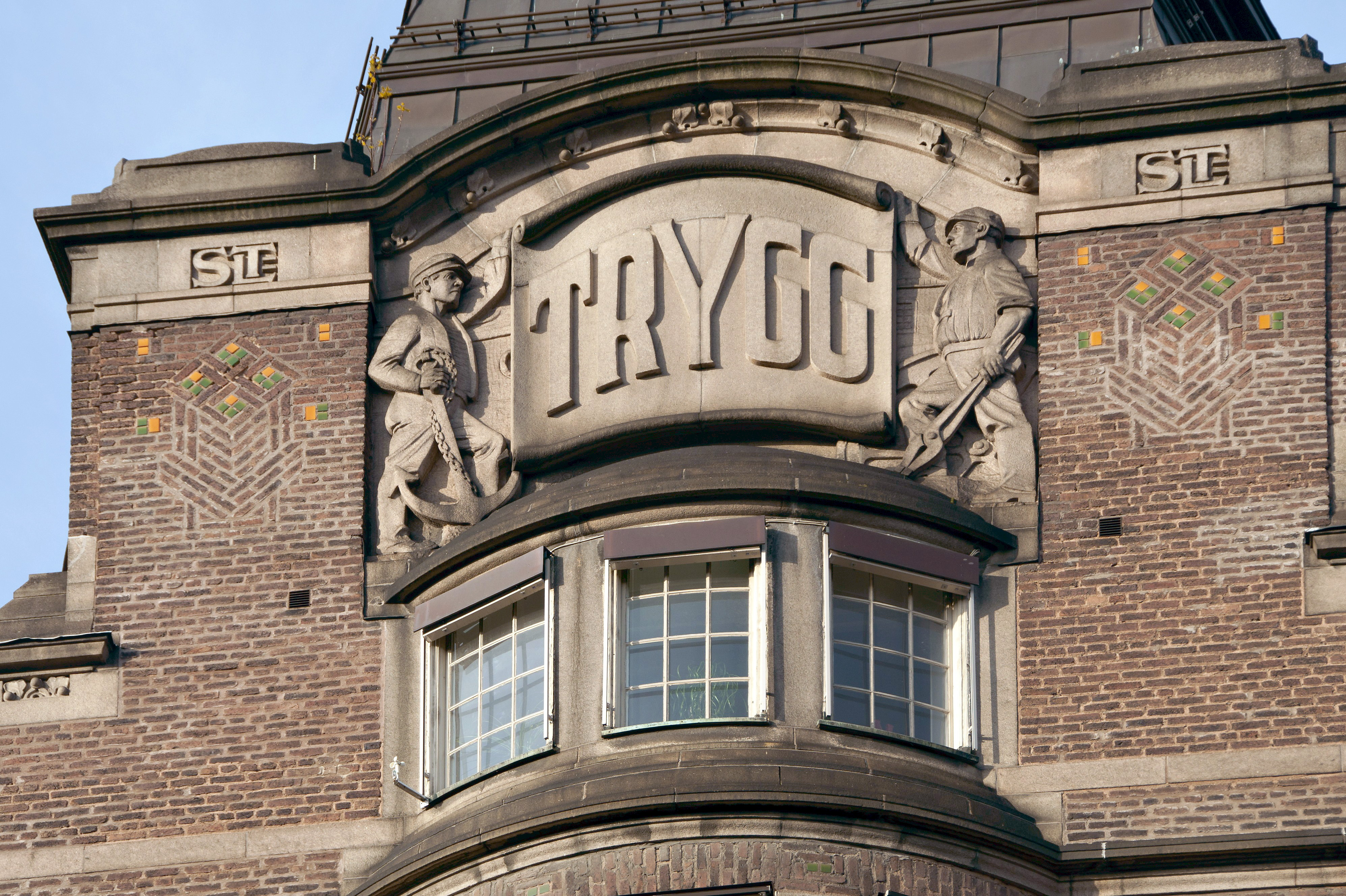
Trygghuset, Stockholm.
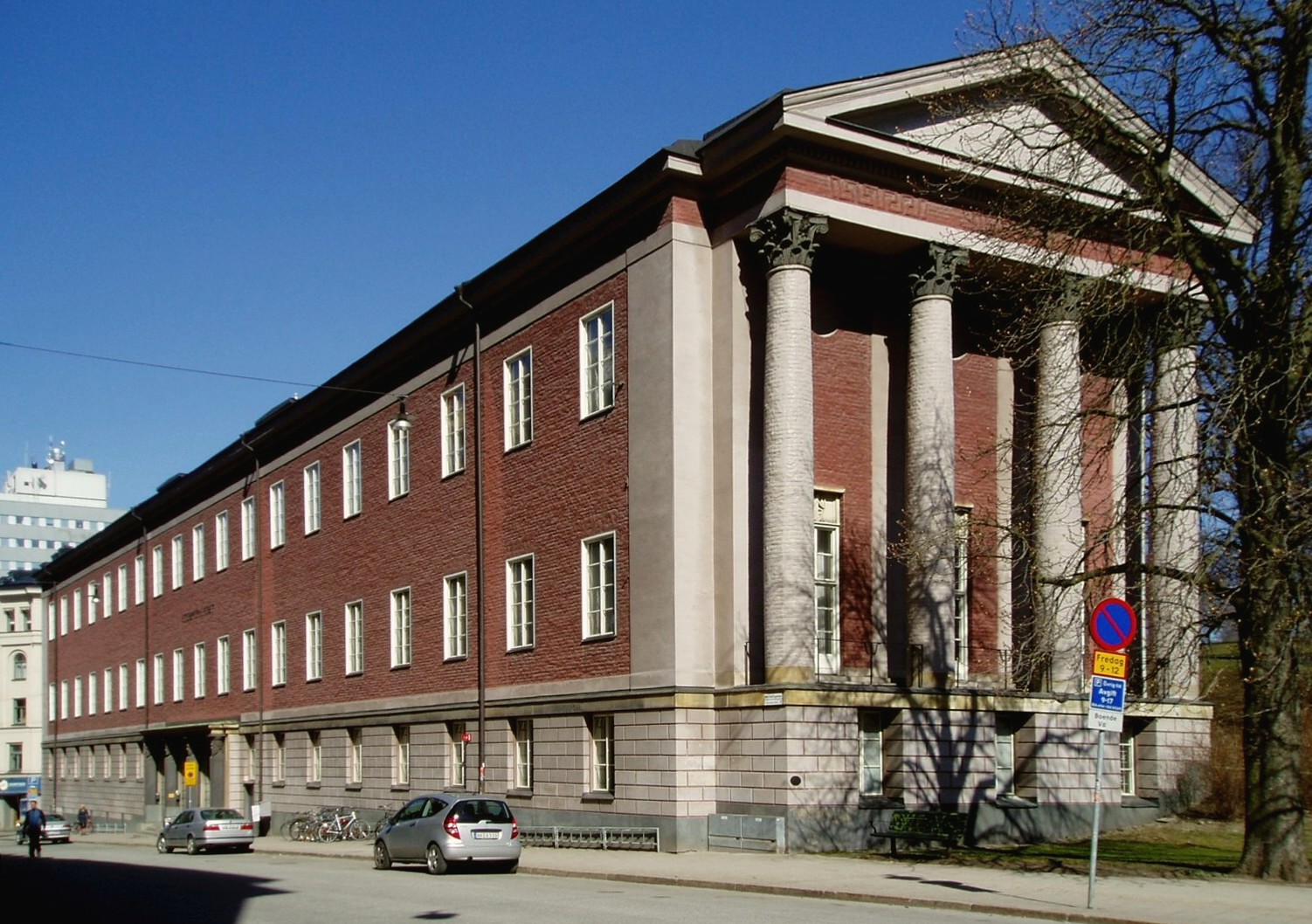
Studentpalatset, Stockholm.
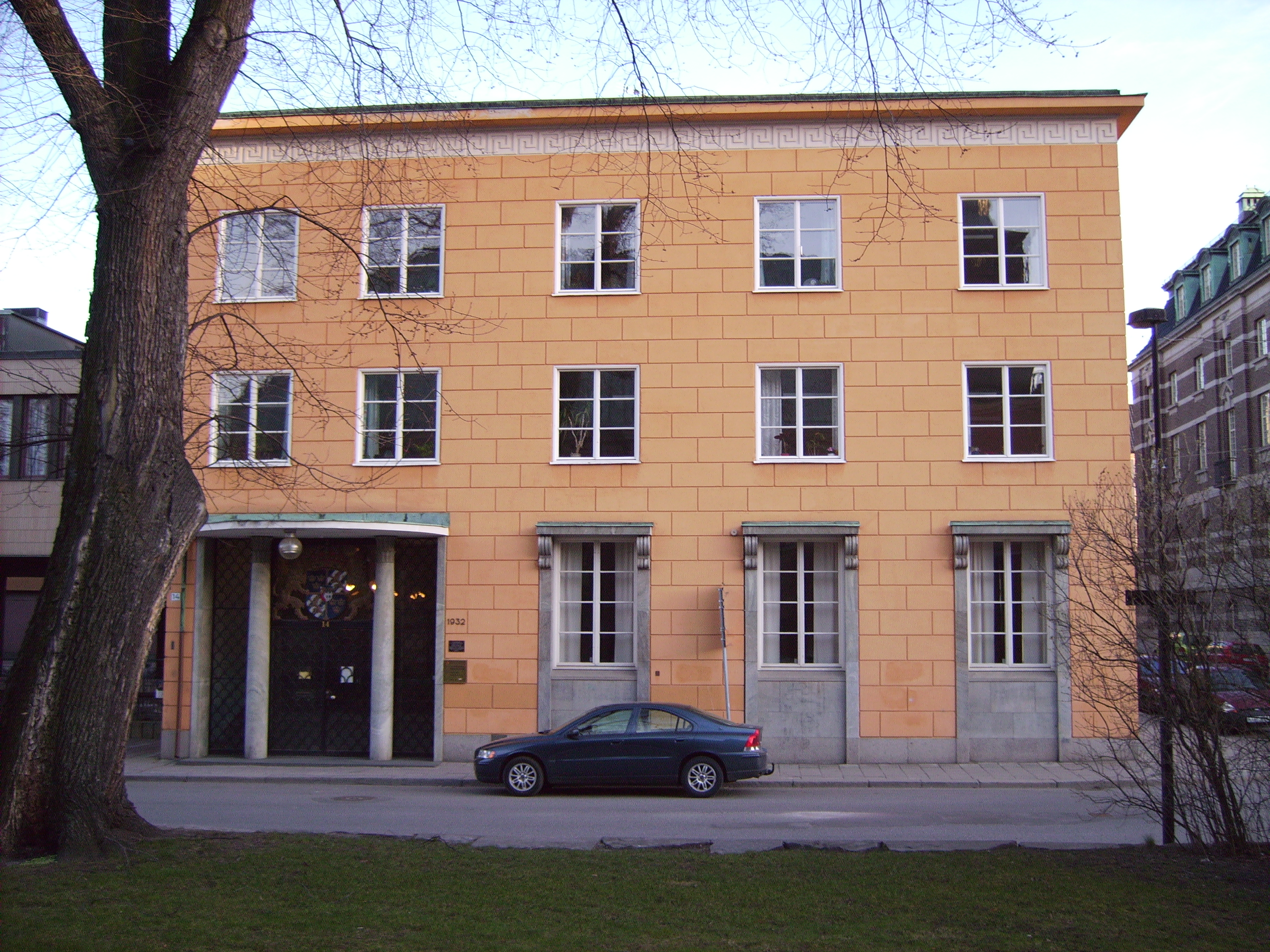
Riksbankens hus, Norrköping
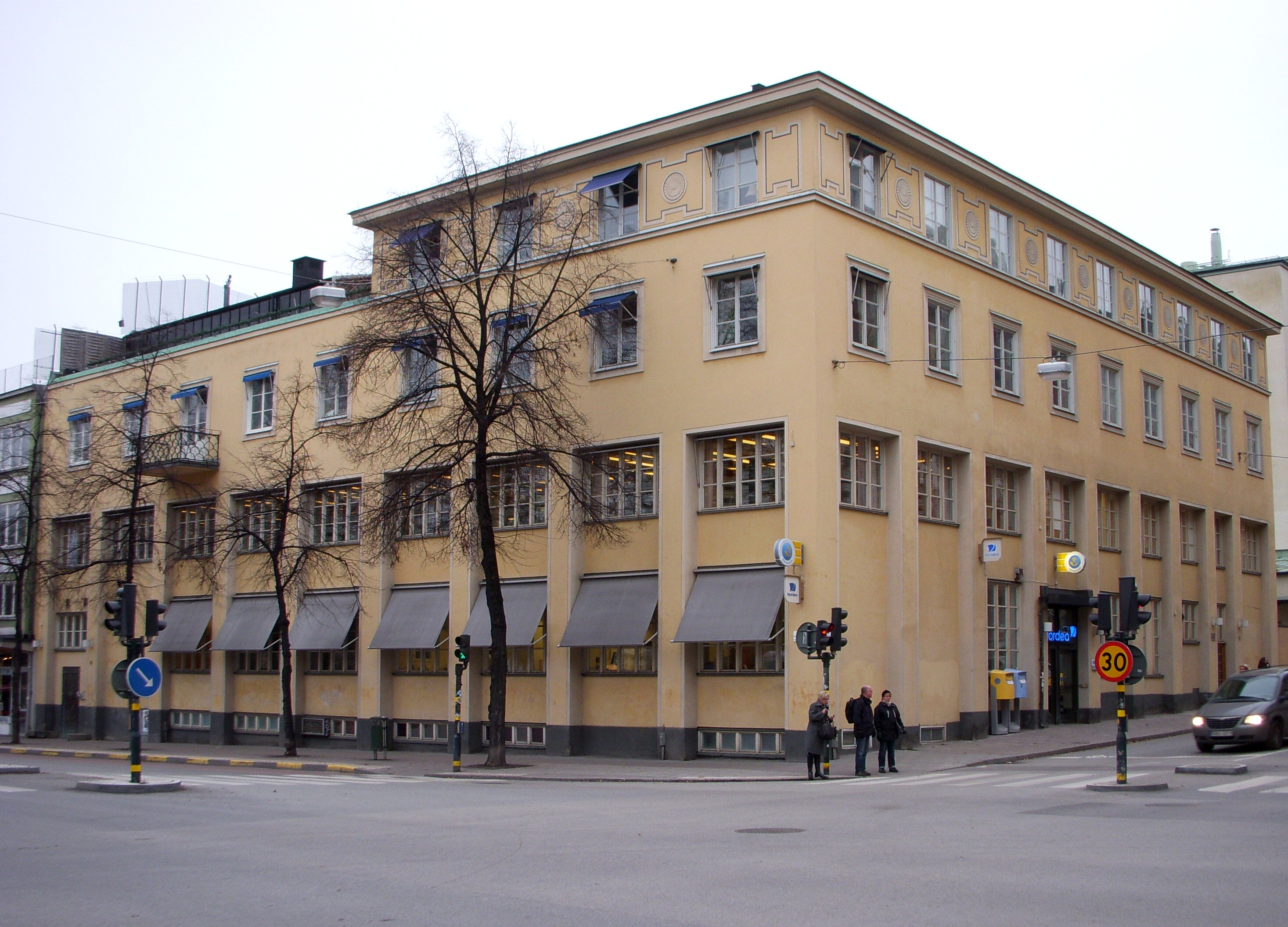
Posthuset Odengatan, Stockholm.
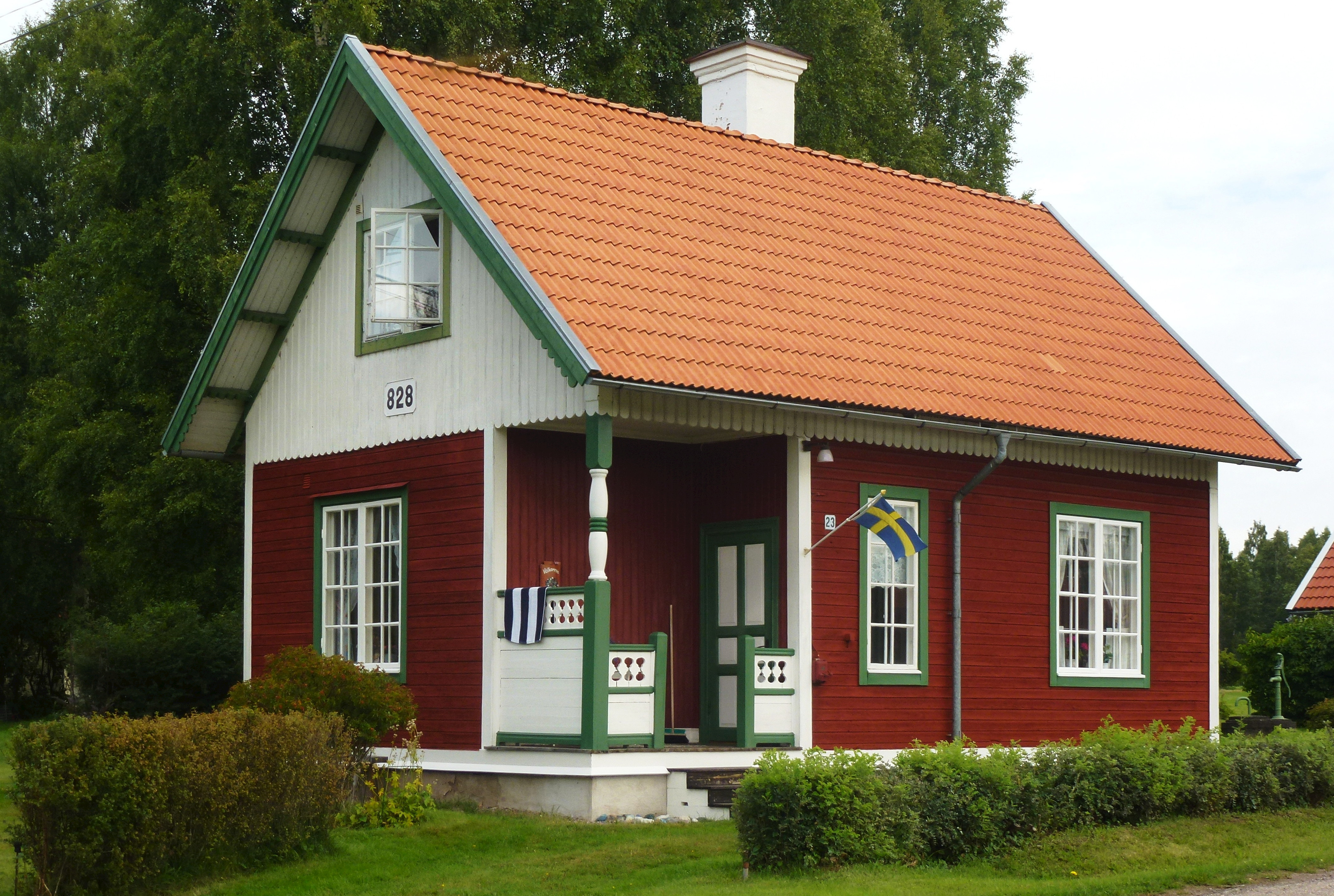
Banvaktarstuga, Grangärde socken, Dalarna.
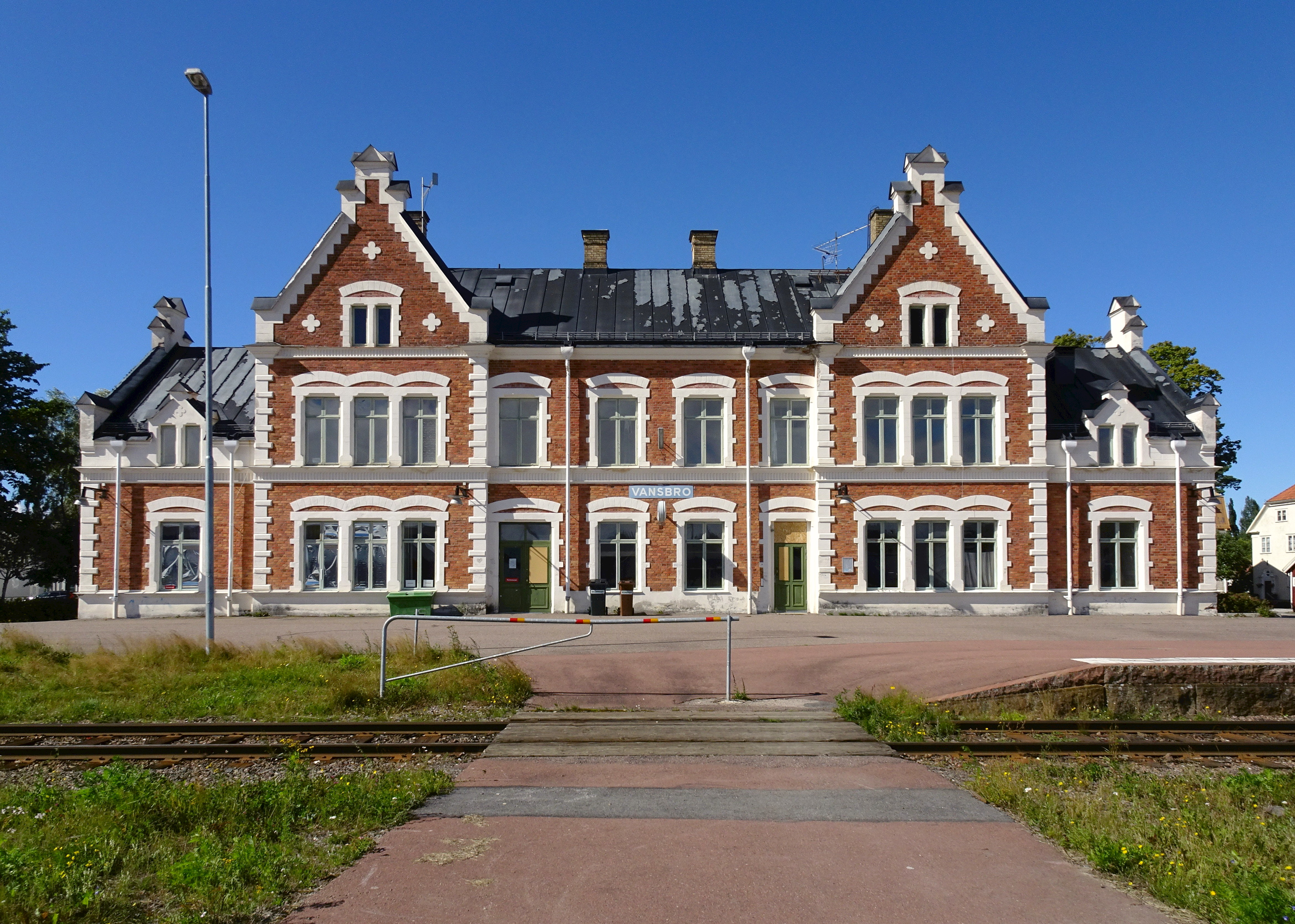
Vansbro järnvägsstation, Dalarna.
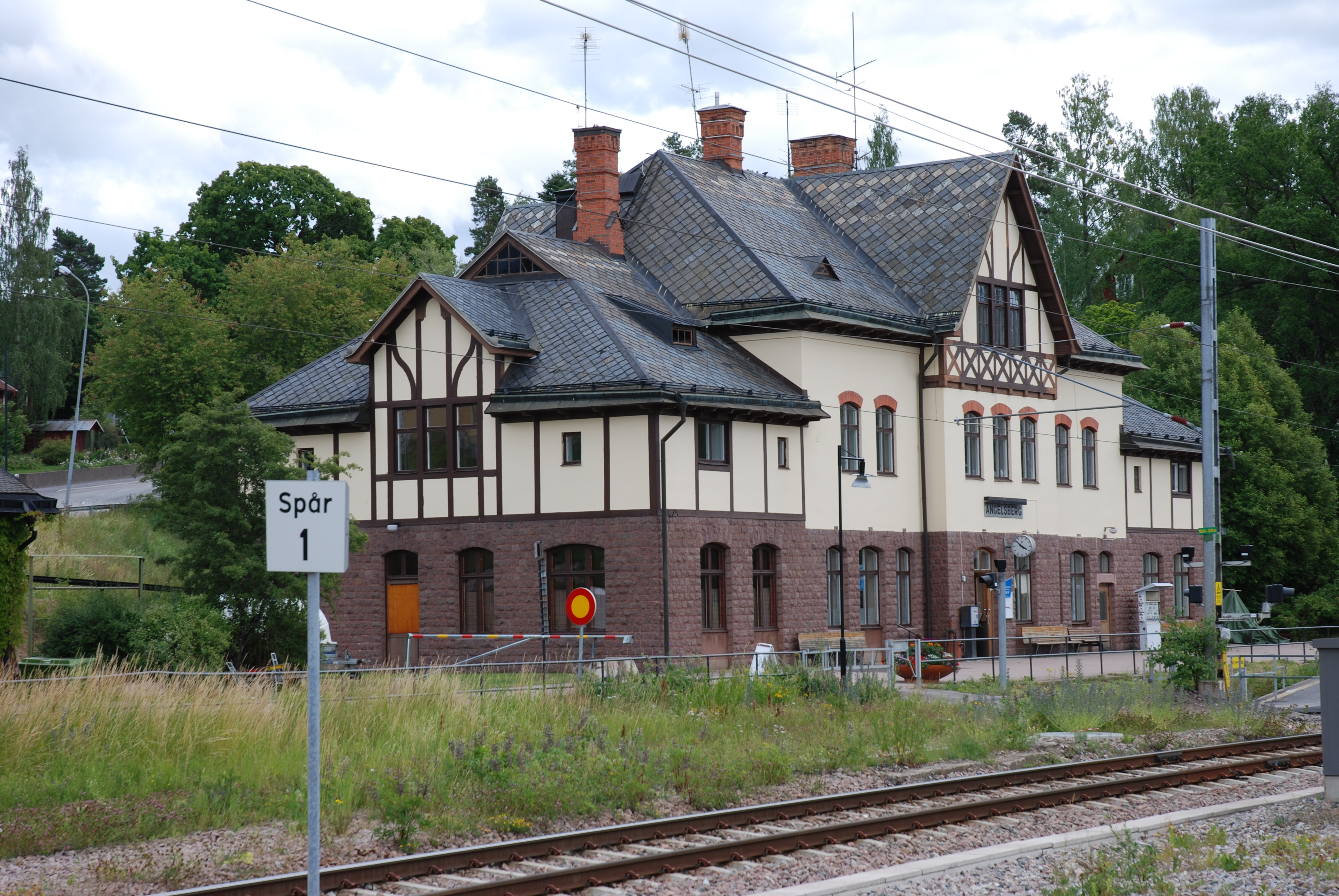
Ängelsbergs järnvägsstation, Västmanland.
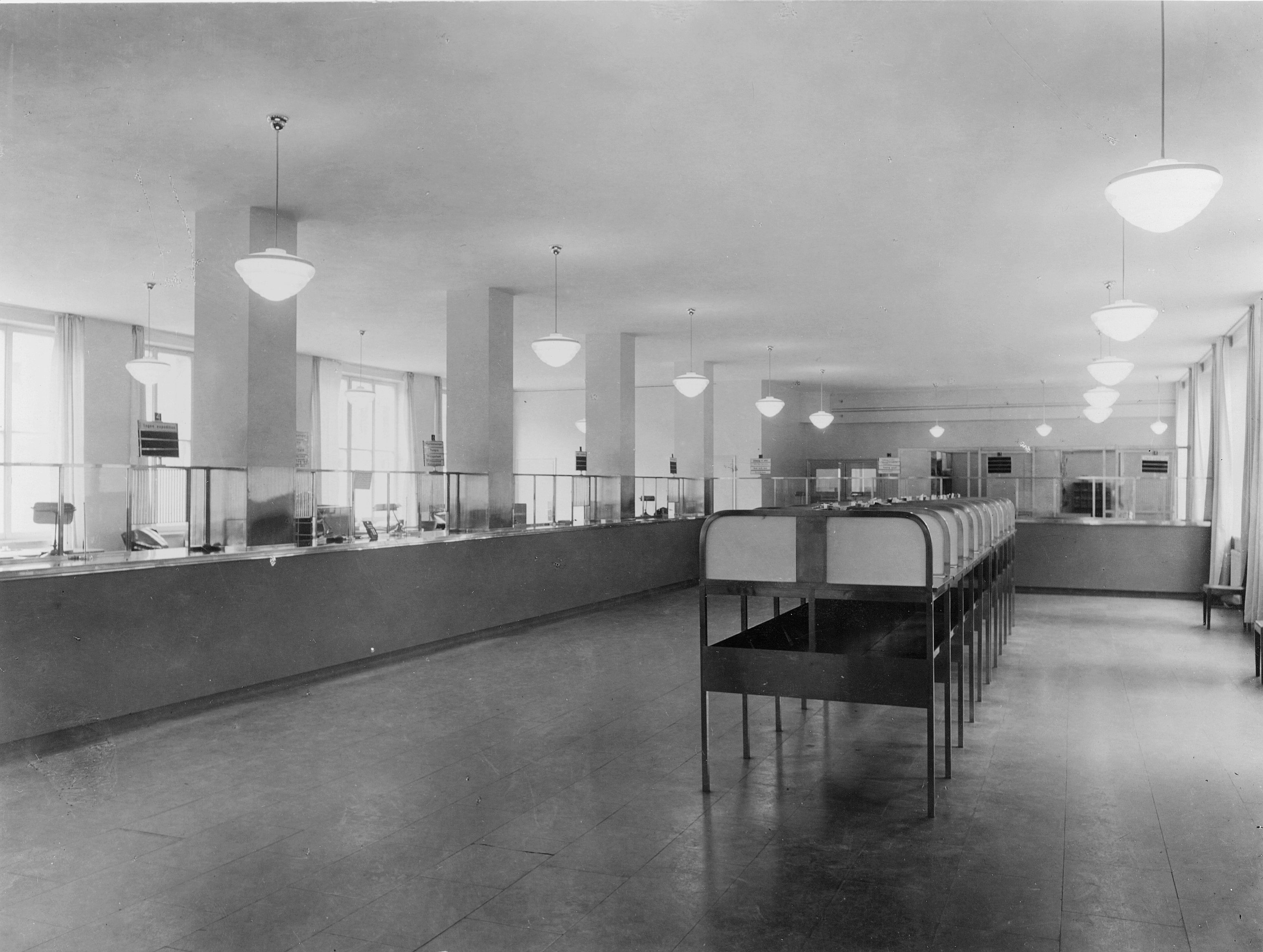
Postkontoret Stockholm 5, Nybrogatan 57, interiör.